# Brian Rolston
Pour les articles homonymes, voir Rolston.
Brian Lee Rolston (né le 21 février 1973 à Flint, Michigan aux États-Unis) est un joueur professionnel américain de hockey sur glace. Son frère, Ron, est actuellement l'entraîneur-chef des Sabres de Buffalo.

## Carrière de joueur
Brian Rolston commence sa carrière en tant que junior en 1989 avec les Compuware Ambassadors de Détroit dans la North American Hockey League. Jouant une quarantaine de matchs à chacune des deux saisons, il réalise respectivement des saisons de 73 et 95 points. Au terme de la saison 1990-1991, il est sélectionné en première ronde par les Devils du New Jersey au repêchage d'entrée dans la Ligue nationale de hockey en tant que onzième joueur choisi au total.
Après le repêchage, il part faire ses études à l'Université d'État du lac Supérieur en jouant pour l'équipe de hockey sur glace des Lakers dans la Central Collegiate Hockey Association (CCHA), division de la NCAA. Il connaît deux bonnes saisons avec les Lakers en réalisant 46 points en 41 matchs en 1991-1992 puis 64 points en 39 matchs, dont 33 buts, la saison suivante. Les Lakers remportent notamment le championnat de la NCAA en gagnant la finale 4-2 face aux Badgers du Wisconsin.
En 1993, il quitte l'université et commence sa carrière professionnelle avec les River Rats d'Albany, franchise affilié aux Devils dans la Ligue américaine de hockey. Au cours de la saison 1994-1995, la première partie de la saison est annulée en raison d'un lock-out et elle est écourtée à 48 matchs. Rolston joue 40 matchs avec les Devils pour 18 matchs et remporte cette saison même la Coupe Stanley avec l'équipe.
En 1999, après cinq saisons avec l'équipe, il est échangé à l'Avalanche du Colorado et au cours de cette même saison, il est encore une fois échangé en passant aux Bruins de Boston. Il joue quatre saisons avec l'équipe.
Le 8 juillet 2004, il signe avec le Wild du Minnesota mais la saison 2004-2005 est annulée en raison d'un lock-out et Rolston ne joue pas au cours de cette saison. La saison 2005-2006, sa première saison avec le Wild, est la plus aboutie de sa carrière en marquant 34 buts, 45 aides et 79 points pour finir en tant que meilleur pointeur de l'équipe. Il réalise deux autres bonnes saisons avec le Wild en réalisant respectivement 64 points et 59 matchs dans des saisons où il marque au moins 30 buts.
En juin 2008, il est échangé au Lightning de Tampa Bay mais ne parvient pas à signer de contrat avec l'équipe. Étant joueur autonome sans compensation le 1er juillet, il retourne avec les Devils en signant un contrat de quatre saisons. Il n'arrive pas à trouver sa touche de marqueur avec des saisons de 15, 20 puis 14 à ses trois premières saisons avec l'équipe. Le 14 mars 2009, il joue son 1000e match dans la LNH contre les Canadiens de Montréal.
Le 28 juillet 2011, il est échangé aux Islanders de New York en retour de Trent Hunter. En 49 matchs avec l'équipe, il ne réalise que quatre buts et neuf points. À la date limite des transactions, le 27 février, il est échangé aux Bruins et parvient à connaître une meilleure performance qu'à New York en réalisant 15 points en 21 matchs.
En 2012-2013, il ne parvient pas à trouver une équipe et le 30 avril, il prend sa retraite après 17 saisons et 1 256 matchs dans la LNH.

## Statistiques

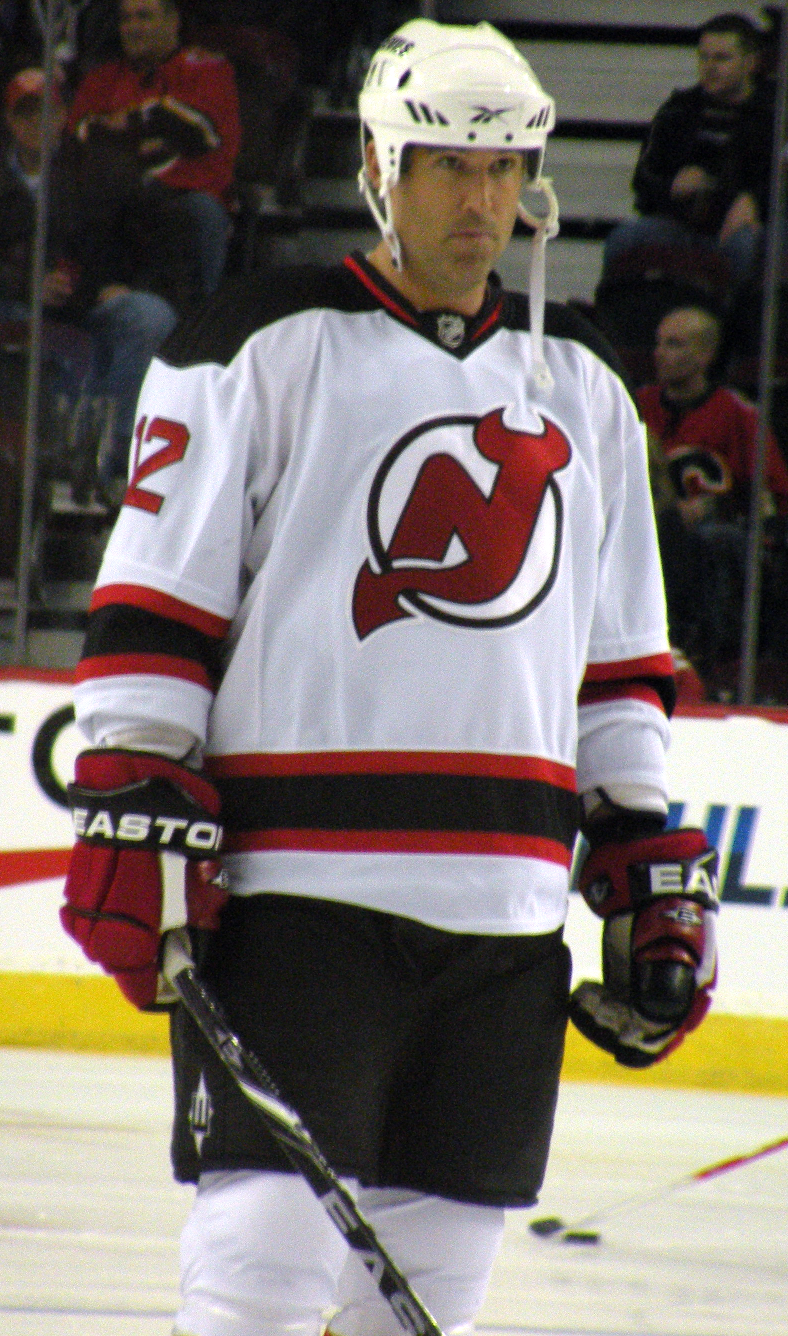
Rolston avec les Devils en 2010.

| Saison     | Équipe                           | Ligue      |       | Saison régulière | Saison régulière | Saison régulière | Saison régulière | Saison régulière |    | Séries éliminatoires | Séries éliminatoires | Séries éliminatoires | Séries éliminatoires | Séries éliminatoires |
| Saison     | Équipe                           | Ligue      | PJ    | B                | A                | Pts              | Pun              | PJ               | B  | A                    | Pts                  | Pun                  |                      |                      |
| 1989-1990  | Compuware Ambassadors de Détroit | NAHL       | 40    | 36               | 37               | 73               | 57               | -                | -  | -                    | -                    | -                    |                      |                      |
| 1990-1991  | Compuware Ambassadors de Détroit | NAHL       | 36    | 49               | 46               | 95               | 14               | -                | -  | -                    | -                    | -                    |                      |                      |
| 1991-1992  | Lakers de Lake Superior State    | NCAA       | 41    | 18               | 28               | 46               | 16               | -                | -  | -                    | -                    | -                    |                      |                      |
| 1992-1993  | Lakers de Lake Superior State    | NCAA       | 39    | 33               | 31               | 64               | 20               | -                | -  | -                    | -                    | -                    |                      |                      |
| 1993-1994  | River Rats d'Albany              | LAH        | 17    | 5                | 5                | 10               | 8                | 5                | 1  | 2                    | 3                    | 0                    |                      |                      |
| 1994-1995  | River Rats d'Albany              | LAH        | 18    | 9                | 11               | 20               | 10               | -                | -  | -                    | -                    | -                    |                      |                      |
| 1994-1995  | Devils du New Jersey             | LNH        | 40    | 7                | 11               | 18               | 17               | 6                | 2  | 1                    | 3                    | 4                    |                      |                      |
| 1995-1996  | Devils du New Jersey             | LNH        | 58    | 13               | 11               | 24               | 8                | -                | -  | -                    | -                    | -                    |                      |                      |
| 1996-1997  | Devils du New Jersey             | LNH        | 81    | 18               | 27               | 45               | 20               | 10               | 4  | 1                    | 5                    | 6                    |                      |                      |
| 1997-1998  | Devils du New Jersey             | LNH        | 76    | 16               | 14               | 30               | 16               | 6                | 1  | 0                    | 1                    | 2                    |                      |                      |
| 1998-1999  | Devils du New Jersey             | LNH        | 82    | 24               | 33               | 57               | 14               | 7                | 1  | 0                    | 1                    | 2                    |                      |                      |
| 1999-2000  | Devils du New Jersey             | LNH        | 11    | 3                | 1                | 4                | 0                | -                | -  | -                    | -                    | -                    |                      |                      |
| 1999-2000  | Avalanche du Colorado            | LNH        | 50    | 8                | 10               | 18               | 12               | -                | -  | -                    | -                    | -                    |                      |                      |
| 1999-2000  | Bruins de Boston                 | LNH        | 16    | 5                | 4                | 9                | 6                | -                | -  | -                    | -                    | -                    |                      |                      |
| 2000-2001  | Bruins de Boston                 | LNH        | 77    | 19               | 39               | 58               | 28               | -                | -  | -                    | -                    | -                    |                      |                      |
| 2001-2002  | Bruins de Boston                 | LNH        | 82    | 31               | 31               | 62               | 30               | 6                | 4  | 1                    | 5                    | 0                    |                      |                      |
| 2002-2003  | Bruins de Boston                 | LNH        | 81    | 27               | 32               | 59               | 32               | 5                | 0  | 2                    | 2                    | 0                    |                      |                      |
| 2003-2004  | Bruins de Boston                 | LNH        | 82    | 19               | 29               | 48               | 40               | 7                | 1  | 0                    | 1                    | 8                    |                      |                      |
| 2005-2006  | Wild du Minnesota                | LNH        | 82    | 34               | 45               | 79               | 50               | -                | -  | -                    | -                    | -                    |                      |                      |
| 2006-2007  | Wild du Minnesota                | LNH        | 78    | 31               | 33               | 64               | 46               | 5                | 1  | 1                    | 2                    | 4                    |                      |                      |
| 2007-2008  | Wild du Minnesota                | LNH        | 81    | 31               | 28               | 59               | 53               | 6                | 2  | 4                    | 6                    | 8                    |                      |                      |
| 2008-2009  | Devils du New Jersey             | LNH        | 64    | 15               | 17               | 32               | 30               | 7                | 1  | 1                    | 2                    | 4                    |                      |                      |
| 2009-2010  | Devils du New Jersey             | LNH        | 80    | 20               | 17               | 37               | 22               | 5                | 2  | 1                    | 3                    | 0                    |                      |                      |
| 2010-2011  | Devils du New Jersey             | LNH        | 65    | 14               | 20               | 34               | 34               | -                | -  | -                    | -                    | -                    |                      |                      |
| 2011-2012  | Islanders de New York            | LNH        | 49    | 4                | 5                | 9                | 6                | -                | -  | -                    | -                    | -                    |                      |                      |
| 2011-2012  | Bruins de Boston                 | LNH        | 21    | 3                | 12               | 15               | 8                | 7                | 1  | 2                    | 3                    | 0                    |                      |                      |
| Totaux LNH | Totaux LNH                       | Totaux LNH | 1 256 | 342              | 419              | 761              | 472              | 77               | 20 | 14                   | 34                   | 38                   |                      |                      |

### Statistiques en équipe nationale
| Année | Équipe            | Événement                   |   | PJ | B | A | Pts | Pun                |  | Résultat |
| 1991  | États-Unis        | Championnat du monde junior | 8 | 1  | 5 | 6 | 0   | Quatrième place    |  |          |
| 1992  | États-Unis junior | Championnat du monde junior | 7 | 3  | 3 | 6 | 2   | Médaille de bronze |  |          |
| 1993  | États-Unis junior | Championnat du monde junior | 7 | 6  | 2 | 8 | 2   | Quatrième place    |  |          |
| 1994  | États-Unis junior | Jeux olympiques             | 8 | 7  | 0 | 7 | 8   | Huitième place     |  |          |
| 1996  | États-Unis        | Championnat du monde        | 8 | 1  | 5 | 6 | 4   | Médaille de bronze |  |          |
| 1996  | États-Unis        | Coupe du monde              | 1 | 0  | 0 | 0 | 0   | Médaille d'or      |  |          |
| 2002  | États-Unis        | Jeux olympiques             | 6 | 0  | 3 | 3 | 0   | Médaille d'argent  |  |          |
| 2004  | États-Unis        | Coupe du monde              | 2 | 0  | 0 | 0 | 0   | Quatrième place    |  |          |
| 2006  | États-Unis        | Jeux olympiques             | 6 | 3  | 1 | 4 | 4   | Huitième place     |  |          |

## Transactions en carrière
- 22 juin 1991 : repêché par les Devils du New Jersey en tant que onzième joueur sélectionné en première ronde du repêchage d'entrée de la Ligue nationale de hockey.
- 3 novembre 1999 : échangé par les Devils à l'Avalanche du Colorado avec un choix de première ronde au repêchage de 2000 contre Claude Lemieux, un choix de première et deuxième ronde en 2000.
- 6 mars 2000 : échangé par l'Avalanche aux Bruins de Boston avec Martin Grenier, Samuel Påhlsson et un choix de première ronde en 2000 contre Raymond Bourque et Dave Andreychuk.
- 8 juillet 2008 : signe en tant qu'agent libre avec le Wild du Minnesota.
- 29 juin 2008 : échangé par le Wild au Lightning de Tampa Bay contre un choix conditionnel au repêchage de 2009 ou 2010.
- 1er juillet 2008 : signe en tant qu'agent libre avec les Devils du New Jersey.
- 28 juillet 2011 : échangé par les Devils aux Islanders de New York avec un choix conditionnel au repêchage de 2012 contre Trent Hunter.
- 27 février 2012 : échangé par les Islanders aux Bruins de Boston avec Mike Mottau contre Yannick Riendeau et Marc Cantin
- 30 avril 2013 : prend sa retraite.